# Holomitrium olfersianum
Holomitrium olfersianum là một loài Rêu trong họ Dicranaceae. Loài này được Hornsch. mô tả khoa học đầu tiên năm 1840.